# Kとブルンネン
Kとブルンネン（ケイとブルンネン）は、日本の歌手グループ。

## メンバー
- K（1947年11月3日生、本名：鈴木豊明）

埼玉県川口市出身。デビュー当時は明治大学商学部に在学中だった。好きなアーティストはPPM、ドノバン、ボブ・ディラン。
芸能界を引退した後は川崎市多摩区で『ファミリー弁当』を4店舗ほど経営していたが時代の流れからか経営難に陥り宿河原店のみが現存しているという。
- ブルンネン（1951年6月20日生、本名：クリスタリン・ブランネン）

アメリカコネチカット州出身。デビュー当時はアメリカンスクール在学中だった。好きなアーティストはPPM、伊東ゆかり、ジュリー・アンドリュース。
1970年に「ONARAソング」をヒットさせた「サミー坊や」（1960年12月28日生、本名：サミー・ノア・ブランネン、大阪市出身。1969年には『キイハンター』にも出演していた。1970年当時はアメリカンスクール在学中）は弟。
※デビューシングル「何故に二人はここに」のジャケット裏記載のプロフィールより。

## 概要
1969年7月1日に、CBS・ソニーより「何故に二人はここに」でデビュー。1970年11月までに、計5枚のシングルと1枚のアルバムをリリースした。なお、その後の二人の消息は不明である。
デビューシングル「何故に二人はここに」は、後に浜田朱里がカバーしている。また、5枚目のシングル「あの場所から」は、後に朝倉理恵、柏原よしえ、南沙織がカバーしている。

## 音楽
- 全てのシングル・アルバムはCBS・ソニーからリリースされた。

### シングル
| # | 発売日        | A/B面 | タイトル           | 作詞       | 作曲     | 編曲     | 規格品番   |
| - | ------------- | ----- | ------------------ | ---------- | -------- | -------- | ---------- |
| 1 | 1969年 7月1日 | A面   | 何故に二人はここに | 山上路夫   | 鈴木邦彦 | 鈴木邦彦 | SONA-86044 |
| 1 | 1969年 7月1日 | B面   | 旅に出よう         | 山上路夫   | 鈴木邦彦 | 鈴木邦彦 | SONA-86044 |
| 2 | 1970年 1月    | A面   | 恋人たちの舗道     | 山上路夫   | 鈴木邦彦 | 鈴木邦彦 | SONA-86079 |
| 2 | 1970年 1月    | B面   | 結婚しよう         | 山上路夫   | 鈴木邦彦 | 鈴木邦彦 | SONA-86079 |
| 3 | 1970年 4月    | A面   | 地球の夜明け       | 山上路夫   | 鈴木邦彦 | 鈴木邦彦 | SONA-86100 |
| 3 | 1970年 4月    | B面   | 美しい星           | 山上路夫   | 鈴木邦彦 | 鈴木邦彦 | SONA-86100 |
| 4 | 1970年 8月    | A面   | 行かないで         | 高瀬のり子 | 岩沢幸矢 | 舞川茂   | SONA-86139 |
| 4 | 1970年 8月    | B面   | 想い出の道         | 高瀬のり子 | 岩沢幸矢 | 小室等   | SONA-86139 |
| 5 | 1970年 11月   | A面   | あの場所から       | 山上路夫   | 筒美京平 | 筒美京平 | SONA-86156 |
| 5 | 1970年 11月   | B面   | 雲の上の城         | 山上路夫   | 筒美京平 | 筒美京平 | SONA-86156 |